# Pista di Birdsville
La pista di Birdsville è una famosa strada sterrata dell'outback australiano lunga 517 chilometri. La pista collega Marree, una piccola cittadina situata al nord dell'Australia meridionale, con Birdsville, situata nel sud-ovest del Queensland, passando attraverso il deserto Tirari e il deserto pietroso di Sturt.
In passato la pista versava in pessime condizioni ed era percorribile solo con veicoli a trazione integrale e con un'elevata altezza minima dal terreno. Successivamente è stata trasformata in un'ottima strada sterrata ed è diventata un percorso turistico molto popolare, sebbene venga anche utilizzata da carri bestiame.
La pista attraversa le zone più aride del paese con una media di meno di 100 mm di pioggia all'anno. L'area è estremamente arida e desolata, e chiunque decida di attraversarla deve necessariamente portare con sé, in caso di emergenza, provviste, acqua, carburante e pezzi di ricambio per il veicolo.

## Storia
La pista fu realizzata negli anni sessanta del XIX secolo allo scopo di trasportare il bestiame dal Queensland e dal Territorio del Nord al più vicino snodo ferroviario, dapprima Port Augusta e successivamente Marree. Il pioniere a cui viene attribuita la realizzazione della pista fu Percy Burt, il quale aveva aperto un piccolo negozio a Diamantina Crossing, l’odierna Birdsville, e utilizzava la pista per portare il bestiame dal paese di Channel al nodo ferroviario di Marree, che fu completato nel 1883, accorciando di più di 1000 km rispetto al percorso alternativo fino a Brisbane.
Nel 1916, lungo la pista, furono scavati numerosi pozzi, a intervalli di 40 km, che attingono l'acqua dal Grande Bacino Artesiano, rendendo il trasporto del bestiame decisamente più facile e sicuro che in passato. 
Nel corso degli anni la pista di Birdsville divenne una delle vie per il trasporto del bestiame più isolate e famose del paese e venne anche utilizzata come via di consegna della posta. Quest’uso della pista fu reso famoso dalla leggenda dell’outback Tom Kruse, immortalato nel celebre documentario di John Heyer del 1954 The back of beyond (Dietro l’oltre). Il servizio postale di Kruse terminò nel 1963, venendo sostituito da un servizio di posta aerea con base ad Adelaide che cominciò nel 1970.
Nel 2006, in quanto anno dedicato all’Outback, il governatore generale dell’Australia, Michael Jeffery, viaggiò lungo la pista in un evento durato cinque giorni.

## Oggi
Fino agli anni trenta del XX secolo, solo carovane di bestiame o di cammelli percorrevano la pista di Birdsville, ma adesso è divenuta un percorso molto popolare. Pertanto, la pista viene generalmente mantenuta bene e spianata spesso, ma, come ogni altra strada sterrata, le sue condizioni possono cambiare, specialmente dopo la pioggia. Lunghi tratti della pista possono essere resi inagibili da improvvisi allagamenti e accumuli di sabbia.
Lungo la pista, l'unico luogo dove poter trovare carburante, provviste e strutture, compreso un albergo, è Mungeranie (popolazione: 3), a 204 km da Marree e 313 km da Birdsville.